# Glasbach (Main)
Der Glasbach ist ein rechter Zufluss des Mains im Landkreis Main-Spessart im bayerischen Spessart.

## Verlauf
Der Glasbach entspringt im Wald östlich von Kredenbach. Er fließt nach Nordosten, vorbei an Glasofen. Von dort ab verläuft der Glasbach parallel zur St 2312 (früher B 8) und mündet gegenüber von Marktheidenfeld, schon auf der Gemarkung von Hafenlohr, in den Main.